# Мурзинки (Сасовский район)
Му́рзинки — деревня в Сасовском районе Рязанской области России. Входит в состав Берестянского сельского поселения.

## География
Расположена в 18 км по автомобильной и в 10 км по железной дороге к юго-востоку от райцентра Сасово.
Ближайшие населённые пункты:
- деревня Доринки в 3 км к северу по асфальтированной дороге;
- деревня Трудолюбовка в 7 км к востоку по асфальтированной дороге;
- деревня Таировка в 4 км к юго-востоку по железной дороге;
- деревня Мордвиново в 5 км к юго-западу по грунтовой дороге;
- посёлок станции Берестянки в 2 км к западу по железной (либо параллельной ей труднопроезжей грунтовой) дороге;
- посёлок Перша в 4,5 км к северо-западу по асфальтированной дороге.

## Население
| 1914 | 1984 | 1989 | 2008 | 2009 | 2010 | 2011 |
| ---- | ---- | ---- | ---- | ---- | ---- | ---- |
| 252  | ↘80  | ↘58  | ↘40  | ↘39  | ↗43  | →43  |
| 2012 |      |      |      |      |      |      |
| ↘39  |      |      |      |      |      |      |

Национальный состав
Большинство населения составляют русские.
Возрастной состав
| Год  | Всего | дети до 18 лет | работающие | пенсионеры и инвалиды |
| ---- | ----- | -------------- | ---------- | --------------------- |
| 2008 | 40    | 2              | 11         | 24                    |
| 2009 | 39    | 3              | 10         | 23                    |
| 2010 | 38    | 3              | 10         | 22                    |
| 2011 | 43    | 3              | 11         | 27                    |
| 2012 | 39    | 3              | 11         | 23                    |

Примечание. Данные за 1989 год показаны по результатам переписи 1989 г.

## Инфраструктура

#### Дорожная сеть
Асфальтированная дорога пришла в эту деревню в середине 1970-х гг. До её строительства существовала только грунтовая. Также был переезд через железнодорожные пути, связывающий Доринки, Мурзинки с посёлком Батьки через молочно-товарную и свинотоварную ферму.
В деревне две улицы: Полевая и Центральная.

#### Транспорт
В населённом пункте находится железнодорожная платформа 390 км, на которой останавливаются 5 пар электропоездов Сасово — Кустарёвка (Пичкиряево). Ранее работала пригородная касса, позже закрытая по нерентабельности.
Маршруты общественного автотранспорта отсутствуют.

#### Связь
В деревне работает стационарный телефон спутниковой связи.

#### Инженерная инфраструктура
Электроэнергию деревня получает по тупиковой ЛЭП 10 кВ от подстанции 35/10 кВ "Рожково" (резерв от ПС 220/110/10 кВ "Сасово"), находящейся в Демушкино. 
Преобразование и распределение электроэнергии в пределах деревни обеспечивает единственный трансформатор МТП-10/0,4 кВ РЖ-508, мощностью 60 кВА. 
Электричество появилось в деревне только в начале 1970-х гг.
Несмотря на имеющуюся водонапорную башню, водоснабжение полностью отсутствует. Для нужд населения используются три колодца.

#### Образование
При въезде в деревню работала начальная школа. 
Обучение в средних классах продолжалось в Берестянской школе. 
В 1980-х гг. школу упразднили по причине резкого сокращения количества учеников.

#### Рекреация
Большинство домов используется «под дачу». 
В непосредственной близости, на противоположной стороне от железнодорожных путей находятся дачные участки.

## Хозяйство

#### Сельское хозяйство
В советские годы была пилорама и молочно-товарная ферма — совмещённая с МТФ в соседних Доринках.

#### Промышленность
Промышленные предприятия и производства отсутствуют.